# Белка (Томская область)
Бе́лка — посёлок в Парабельском районе Томской области России. Входит в состав Заводского сельского поселения. Население 7 чел. (2021) .

## География
Находится в центральной части региона, на левом берегу р. Сэлчига.
Климат
Находится на территории, приравненной к районам Крайнего Севера.

## История
В соответствии с Законом Томской области от 15 октября 2004 года № 225-ОЗ посёлок вошёл в состав образованного муниципального образования Заводское сельское поселение.

## Соч-Игинское культовое место южныхселькупов
Недалеко от дер. Белка на островке в болоте имеется старинное остяцкое культовое место; здесь в 1939 г. стояли идолы. Около них найден медный диск (зеркало?), имеющий в диаметре около 14 см; тыльная сторона его расчерчена на квадраты, круги и овалы, заполненные арабской надписью.

## Население
| 1939 | 1952 | 1959 | 1970 | 1977 | 1979 | 1989 | 2002 | 2010 | 2012 | 2013 |
| ---- | ---- | ---- | ---- | ---- | ---- | ---- | ---- | ---- | ---- | ---- |
| 284  | ↘238 | ↘212 | ↘3   | ↗7   | ↗15  | ↗50  | ↘38  | ↘28  | ↘22  | ↘21  |
| 2014 | 2015 | 2021 |      |      |      |      |      |      |      |      |
| →21  | ↘20  | ↘7   |      |      |      |      |      |      |      |      |

Национальный состав
Согласно результатам переписи 2002 года, в национальной структуре населения русские составляли 92 % от общей численности населения в 38 чел..

## Инфраструктура
Личное подсобное хозяйство.

## Транспорт
Связь с населённым пунктом осуществляется по просёлочной дороге.